# Metridia effusa
Metridia effusa is een eenoogkreeftjessoort uit de familie van de Metridinidae. De wetenschappelijke naam van de soort is voor het eerst geldig gepubliceerd in 1967 door Grice & Hulsemann.